# Nikolaj Orlov (hrvač)
Nikolaj Orlov (rus. Николай Орлов) je pokojni ruski hrvač te osvajač olimpijskog srebra na Olimpijadi u Londonu 1908. u kategoriji do 66,6 kg grčko-rimskim stilom. U olimpijskom polufinalu pobijedio je Finca Lindéna dok je u finalu izgubio od Talijana Porra.

## Vanjske poveznice
- Orlovljev profil na Sports-reference.com  Arhivirana inačica izvorne stranice od 17. travnja 2020. (Wayback Machine)